# One Touch of Nature (film 1914)
One Touch of Nature è un cortometraggio muto del 1914 diretto da Ashley Miller.
L'ispirazione per il soggetto (e il titolo) del film venne allo scrittore Courtney Ryley Cooper da un verso  di William Shakespeare: "Un tocco di natura rende affine il mondo intero" ("One touch of nature makes the whole world kin", Troilo e Cressida, atto III, scena iii).
Protagonisti del film sono John Sturgeon e il piccolo Andy Clark, al tempo tra i più attivi e prolifici attori del cinema muto americano. 

## Trama
Un uomo benestante di mezza età con un brutto carattere riacquista il suo buon umore quando passeggiando nei boschi incontra un ragazzino con il quale trascorre un pomeriggio sereno e spensierato a contatto con la natura.

## Produzione
Il film fu prodotto negli Stati Uniti dalla Edison Company.

## Distribuzione
Distribuito dalla General Film Company, il film - un cortometraggio in una bobina - uscì nelle sale cinematografiche degli Stati Uniti l'8 agosto 1914.
Copia della pellicola è conservata negli archivi del Museum of Modern Art di New York (Thomas A. Edison, Incorporated, collection).
Il film è stato inserito in un'antologia a cura della Kino International dal titolo Edison: The Invention of the Movies (1891-1918) della durata complessiva di 14 ore, distribuita sul mercato USA il 22 febbraio 2005.